# Artur Tovmasyan
Artur Tovmasyan (Stepanakert, 1962) è un politico armeno.

## Biografia
Si è laureato presso l'Istituto Pedagogico Stepanakert nel 1986, e poi ha lavorato come insegnante di Fisica nella scuola locale tra il 1986 e il 1988. Ha frequentato gli studi post laurea presso l'Istituto di Meccanica dell'Accademia Nazionale armena delle Scienze nel 1988, conseguendo un dottorato di ricerca in Matematica. 
Dopo la laurea ha insegnato all'Università dell'Artsakh.
Tovmasyan è stato eletto deputato alla seconda convocazione dell'Assemblea nazionale nel 1995. 
Dal 1996-1997 è stato Presidente dell'Assemblea Nazionale posizione dalla quale si dimise per competere alle elezioni presidenziali del 1997 e successivamente a quelle del 2002. 
Ha poi lavorato presso il dipartimento universitario di Shushi in diverse posizioni fino al 2002, prima di tornare alla sede di Stepanakert dal 2003 al 2009.
Nel 2005 Tovmasyan ha fondato il Partito "Libera Patria" con quattro altri co-presidenti, tra cui l'attuale primo ministro Arayik Harutyunyan.
Tovmasyan è stato il vice-presidente dell'Assemblea Nazionale dalle elezioni del maggio 2010.
Dal 21 maggio 2020 è nuovamente presidente dell'Assemblea nazionale. Si dimette dalla carica in data 29 luglio 2023 presumibilmente perché non più d'accordo con la linea politica del presidente della repubblica Arayik Harutyunyan (poi dimissionario un mese dopo) nel corso della grave crisi economica e sociale causata dal blocco azero dell'Artsakh.